# Douglas Pike
Douglas E. Pike (27 tháng 7 năm 1924 – 13 tháng 5 năm 2002) là một nhà sử gia và một học giả về Chiến tranh Việt Nam tại Texas Tech University từ 1997, giám đốc của cơ quan lưu trữ tài liệu về Đông Dương của Đại học California tại Berkeley từ 1981 và trước đó phục vụ với tư cách là nhân viên cơ quan ngoại giao Hoa Kỳ ở Á Châu, ở Sài Gòn, Hồng Kông, Tokyo và Đài Bắc. Pike đã phục vụ 15 năm cho bộ ngoại giao Hoa Kỳ như là phân tích viên hàng đầu. Ông ta cũng được xem là chuyên gia về chiến tranh Việt Nam và về Quân đội Nhân dân Việt Nam trước khi ông chết vào năm 2002.
Pike có bằng cử nhân về Báo chí tại đại học Northern Dakota và Quan hệ quốc tế ở UC Berkeley, bằng thạc sĩ của American University ở Washington (1958). Sau khi tốt nghiệp ông đã làm việc 1 năm tại Massachusetts Institute of Technology Center for International Studies (1963–64).